# Francis Gabreski

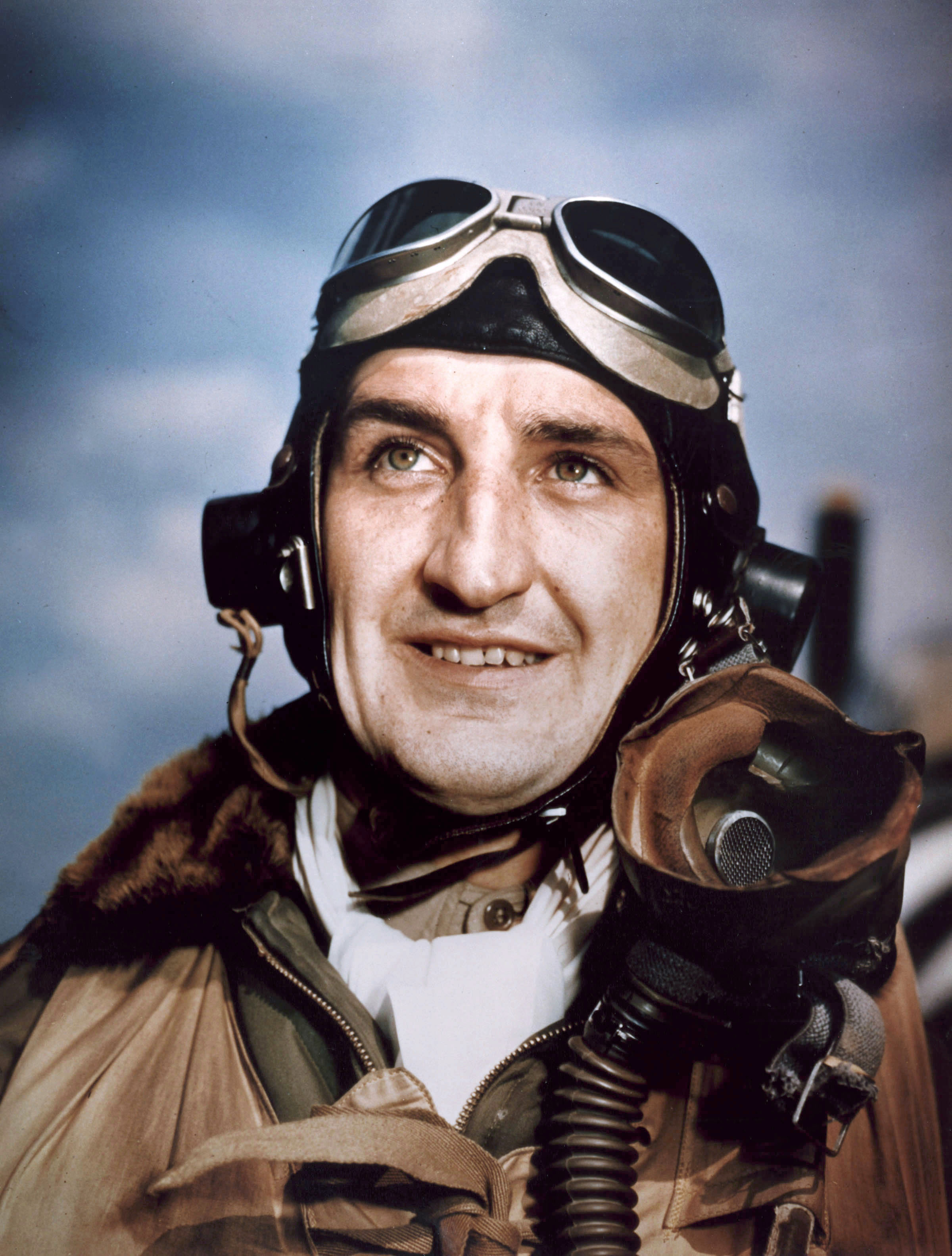
Francis Gabreski

Francis Stanley „Gabby“ Gabreski (* 28. Januar 1919 in Oil City, Pennsylvania; † 31. Januar 2002 in Huntington, New York) war ein US-amerikanischer Jagdpilot im Zweiten Weltkrieg und im Koreakrieg. Er war einer von insgesamt sieben Piloten der amerikanischen Luftwaffe, die in zwei Kriegen jeweils mindestens 5 Luftsiege verbuchen konnten und damit als Fliegerasse galten.

## Leben

### Kindheit und Jugend
Gabreski war das dritte von fünf Kindern seiner Eltern. Sein Vater Stanislaw („Stanley“) Gabryszewski stammte aus Frampol in Polen; er heiratete 1909 in Oil City die ebenfalls aus Polen eingewanderte Jozefa Woloszcak. Nach dem Schulabschluss begann er 1938 ein Studium an der University of Notre Dame du Lac, brach es aber bereits im zweiten Jahr ab und trat stattdessen im Juli 1940 dem United States Army Air Corps bei, das 1941 zur United States Army Air Forces wurde.

### Zweiter Weltkrieg

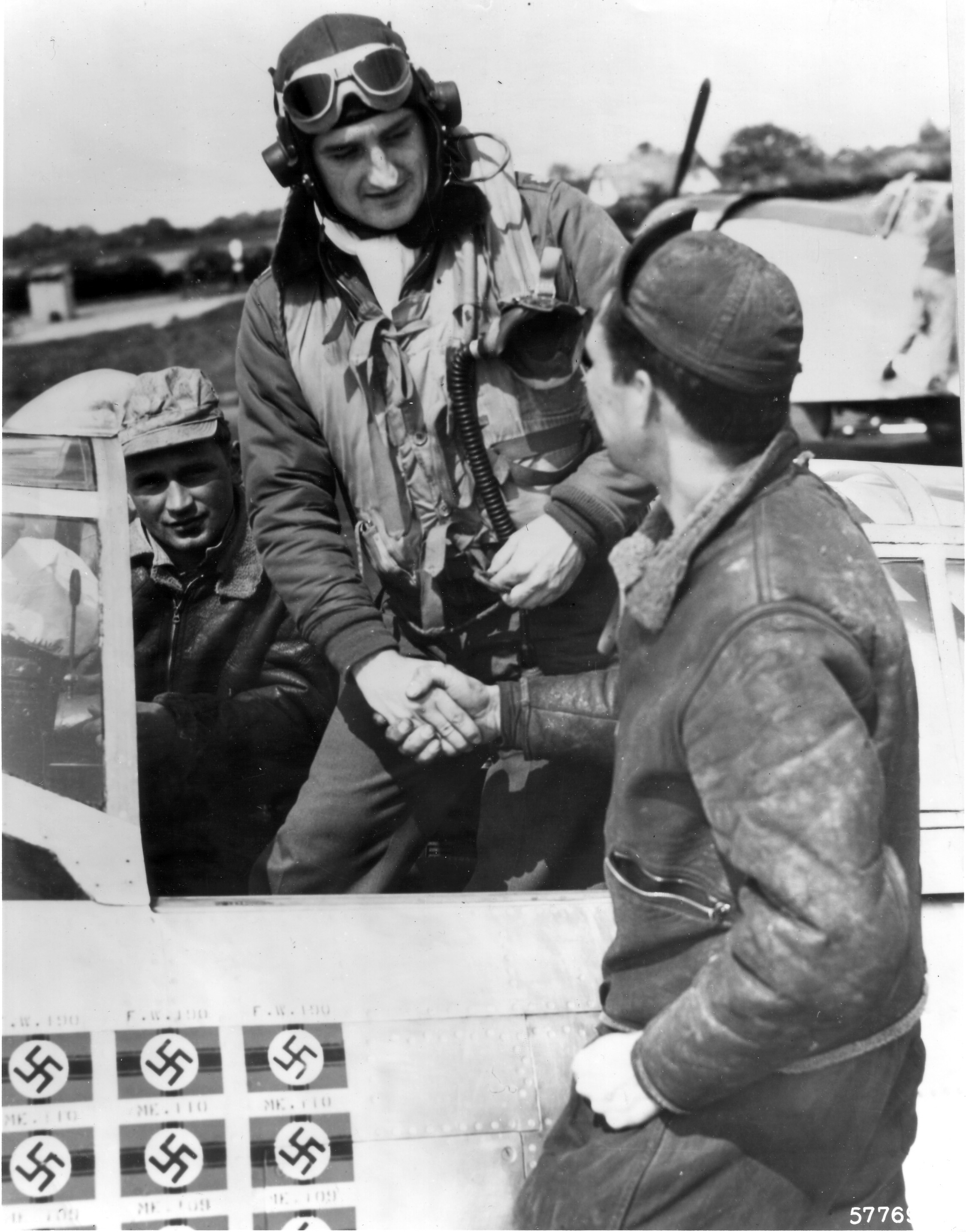
Gabreski in seiner P-47D

Gabreski erlebte den Überfall Japans auf Pearl Harbor als Pilot der 45th Fighter Squadron der 15th Pursuit Group am Wheeler Army Airfield in Hawaii.
Ab Januar 1943 flog er von der Royal Air Force Station Northolt aus für die No. 315 Polish Fighter Squadron Einsätze. Bereits im folgenden Monat wechselte er zur 56th Fighter Group und kommandierte dort die 61st Fighter Squadron. Bis zum Juli 1944 erzielte er 28 Abschüsse und zerstörte zusätzlich 2,5 Flugzeuge am Boden, und zwar sämtlich in einer P-47 Thunderbolt. Damit war er der erfolgreichste Jagdflieger der United States Army Air Forces in Europa.
Bis zum 20. Juli 1944 hatte Gabreski in 165 Einsätzen die für die Jagdpiloten vorgegebene Anzahl von 300 Flugstunden erreicht, so dass ihm nunmehr eine dreißigtägige Erholungs- und Urlaubsphase in den USA zustand, während derer er heiraten wollte. An diesem Tag meldete er sich, unmittelbar vor seiner geplanten Heimreise, freiwillig nochmals für einen Begleitschutzeinsatz bei einem Bombenangriff auf die Opelwerke in Rüsselsheim. Auf dem Rückflug griff er im Tiefflug mit seiner Staffel den Flugplatz Niedermendig an, wobei mehrere deutsche Maschinen zerstört wurden; aufgrund von Bodenberührung oder Flakbeschuss verlor Gabreski die Kontrolle über seine P-47 Thunderbolt und legte zwischen Mendig und Kruft eine Bauchlandung hin, wobei die Maschine verhältnismäßig intakt blieb. Vier Tage lang versteckte er sich im Wald und versuchte, sich nach Westen durchzuschlagen, wurde aber dann völlig erschöpft bei Quiddelbach von einer Bäuerin entdeckt und anschließend von der Landwacht in Gewahrsam genommen. Den Rest des Krieges verbrachte er als Gefangener im Stalag Luft 1 bei Barth im heutigen Mecklenburg-Vorpommern.

### Koreakrieg

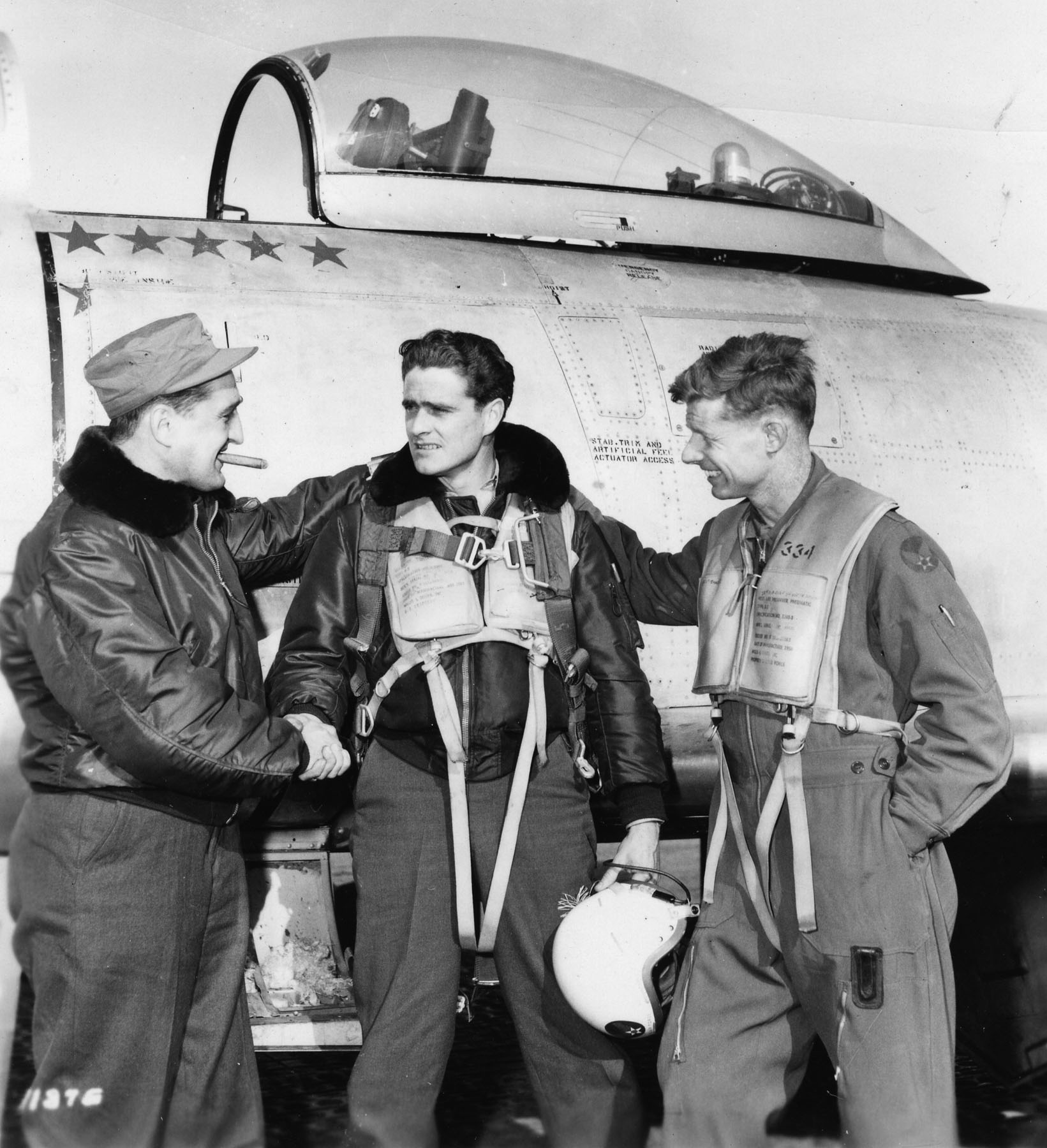
Gabreski (li.) gratuliert William T. Whisner

Nach einer kurzen Beschäftigung bei Douglas Aircraft schloss sich Gabreski 1947 der neuen United States Air Force an. Er diente als Kommandeur des 51st Fighter Wings im Koreakrieg und war auch in diesem Krieg mit 6,5 bestätigten Abschüssen erfolgreich.

### Weitere Verwendung
Nach dem Koreakrieg setzte Gabreski seine Karriere bei der Air Force fort. So war er unter anderem ab August 1960 als Kommandeur des 18th Tactical Fighter Wings in Okinawa eingesetzt und  ab Juli 1962 auf der Hickam Air Force Base, Hawaii; zuletzt als Inspector General der Pacific Air Forces.
Gabreski schied am 31. Oktober 1967 im Rang eines Colonel aus dem aktiven Dienst aus.

### Privatleben
Gabreski begegnete seiner späteren Ehefrau Catherine „Kay“ Cochran, die aus Prairie du Chien in Wisconsin stammte, bereits 1941 in Hawaii. Nach ihrer Verlobung im Oktober 1942 planten die beiden für den August 1944 die Hochzeit. Allerdings vereitelte seine Gefangennahme zunächst das Vorhaben. Ende Juli 1944 erhielten seine Familie und seine Verlobte die Nachricht, er werde vermisst. Ende August 1944 gab das Kriegsministerium bekannt, dass Gabreski in Deutschland als Kriegsgefangener festgehalten wurde.
Nachdem Gabreski Anfang Mai 1945 von der Roten Armee befreit worden war, fand die Hochzeit schließlich am 11. Juni 1945 statt. Das Paar blieb insgesamt 48 Jahre lang verheiratet und bekam neun Kinder, von denen zwei wiederum Luftwaffenpiloten wurden; seine Schwiegertochter Terry Gabreski geb. Walter war seinerzeit der höchstrangige weibliche Offizier in der amerikanischen Luftwaffe (Generalleutnant). Catherine „Kay“ Gabreski starb 1993 bei einem Autounfall.

## Auszeichnungen
Gabreski erhielt für seine Einsätze und Verdienste zahlreiche Ehrungen:

### Auszeichnungen der Vereinigten Staaten
- Distinguished Service Cross
- Distinguished Service Medal
- Silver Star
- Legion of Merit
- Distinguished Flying Cross
- Bronze Star Medal
- Air Medal
- Air Force Presidential Unit Citation
- Air Force Outstanding Unit Award
- Prisoner of War Medal
- American Defense Service Medal
- American Campaign Medal
- Asiatic-Pacific Campaign Medal
- European-African-Middle Eastern Campaign Medal
- World War II Victory Medal
- Army of Occupation Medal
- National Defense Service Medal
- Korean Service Medal
- Air Force Longevity Service Award

#### Wortlaut der Verleihungsurkunde des Distinguished Service Cross
„The President of the United States of America, under the provisions of the Act of Congress approved July 9, 1918, takes pleasure in presenting the Distinguished Service Cross to Francis S. Gabreski (0-406131), Major (Air Corps), U.S. Army Air Forces, for extraordinary heroism in connection with military operations against an armed enemy while serving as pilot of a P-47 fighter airplane in the 61st Fighter Squadron, 56th Fighter Group, Eighth Air Force, in aerial combat against enemy forces on November 26, 1943, in the European Theater of Operations. On this date Major Gabreski shot down two enemy aircraft, bringing his total to this point in the war to more than 30 victories. Major Gabreski's unquestionable valor in aerial combat is in keeping with the highest traditions of the military service and reflects great credit upon himself, the Eighth Air Force, and the United States Army Air Forces.“

„Der Präsident der Vereinigten Staaten von Amerika freut sich, Francis S. Gabreski (0-406131), Major (Air Corps), U.S. Army Air Forces, gemäß den Bestimmungen des am 9. Juli 1918 verabschiedeten Gesetzes des Kongresses das Distinguished Service Cross für außergewöhnlichen Heldenmut zu verleihen, den er als Pilot eines P-47-Jägers in der 61st Fighter Squadron, 56th Fighter Group, Eighth Air Force, im Luftkampf gegen feindliche Kräfte am 26. November 1943 auf dem europäischen Kriegsschauplatz bewies. An diesem Tag schoss Major Gabreski zwei feindliche Flugzeuge ab, womit er zu diesem Zeitpunkt des Krieges insgesamt mehr als 30 Siege errungen hat. Major Gabreskis unbestreitbare Tapferkeit im Luftkampf steht im Einklang mit den höchsten Traditionen des Militärdienstes und macht ihm, der Eighth Air Force und den United States Army Air Forces große Ehre.“

#### National Aviation Hall of Fame
Im Jahr 1978 wurde Gabreski in die National Aviation Hall of Fame aufgenommen.

#### Francis S. Gabreski Air National Guard Base
Der militärisch und zivil genutzte Flugplatz Suffolk County Airport im Suffolk County (New York) ist seit 1991 nach Francis S. Gabreski benannt.

### Auszeichnungen weiterer Streitkräfte
- Belgien: Kriegskreuz

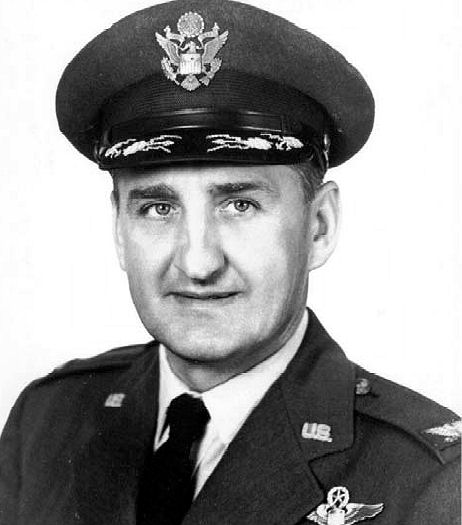
Gabreski im Jahr 1956

- Frankreich: Légion d’honneur (Chevalier)
- Frankreich: Croix de guerre 1939–1945
- Polen: Krzyż Walecznych
- Südkorea: Presidential Unit Citation
- Südkorea: Korean War Service Medal
- Vereinigtes Königreich: Distinguished Flying Cross
- Vereinte Nationen: Korea Medal